# Pedilochilus dischorensis
Pedilochilus dischorensis är en orkidéart som beskrevs av Rudolf Schlechter. Pedilochilus dischorensis ingår i släktet Pedilochilus och familjen orkidéer. Inga underarter finns listade i Catalogue of Life.